# Jens Rasmussen Jacobsen
Jens Rasmussen Jacobsen (21. februar 1818 i Søby, Bjerreby Sogn på Tåsinge – 23. november 1873) var gårdmand og politiker.
Han var søn af gårdmand Rasmus Hansen (1773 – 1827). (Jacobsen var et binavn, som fra fortiden var knyttet til hans fødegård.) Han uddannede sig til snedker, men efter sit giftermål 1842 med en gårdmandsenke, Anne Rasmusdatter, blev han gårdfæster i Lundby, Landet Sogn. Han var en flink landmand og blandt de første på egnen til at indføre forbedringer i landbruget. 1857 var han medstifter af – og en tid lang sekretær og kasserer for – Svendborg Amts landøkonomiske Selskab, og 1872 valgtes han til medlem af Landhusholdningsselskabets bestyrelsesråd. Ligeledes var Jacobsen medstifter af og siden 1844 formand for Tåsinge Brandkasse, 1855-67 sognefoged og 1845-50 samt på ny 1859-64 medlem af sogneforstanderskabet (formand 1859-63). 1848 valgtes Jacobsen til den grundlovgivende Rigsforsamling og blev her medlem af grundlovsudvalget; 1849-52 og på ny 1853-54 var han folketingsmand og blev endelig 1864 kongevalgt medlem af Rigsrådets (siden 1866 Rigsdagens) Landsting. Han hørte i den første række år til bondevennerne og var især ivrig for fæstevæsenets afløsning; i Landstinget sluttede han sig til Mellempartiet.